# Combat de Pluméliau
Chouannerie
Batailles
- 1er Vannes
- Fouesnant
- Scrignac
- Lannion
- Pontrieux
- Bourgneuf-la-Forêt
- Plumelec
- Savenay
- Loiré
- Ancenis
- 2e Vannes
- Pluméliau
- Pontivy
- 1er La Roche-Bernard
- 1er Rochefort-en-Terre
- Pacé
- Guérande
- Fleurigné
- Fougères
- Vitré
- Mané-Corohan
- Plabennec
- Saint-Pol-de-Léon
- Kerguidu
- Lamballe
- Saint-Perreux
- 2e Rochefort-en-Terre
- 2e La Roche-Bernard

La combat de Pluméliau se déroula en 1793 à la suite d'une révolte paysanne contre la levée en masse lors de la Pré-Chouannerie.

## Prélude
Le 13 mars la population de Pluméliau est rassemblée par les officiers municipaux afin de tirer dans le cadre de la levée en masse, mais l'opération est très mal acceptée par la population et tourne à l'émeute, la cocarde du maire est arrachée et foulée au pied.
Informés de la situation, les administrateurs de Pontivy décident d'envoyer 120 gendarmes et gardes nationaux de Pontivy accompagnés d'un canon afin de reprendre le recrutement. Le détachement, commandé par le lieutenant Picard accompagné par le commissaire Ruinet, entre dans la soirée dans le bourg de Pluméliau sans rencontrer de résistance. Rassurés par l'absence de signe de rébellion, le lieutenant Picard envoie 16 hommes, commandés par le maréchal-des-logis Chatel, dans les villages environnants afin de procéder à des perquisitions. Le gros de la troupe reste cantonnée dans le bourg mais Picard ne fait placer qu'une seule sentinelle dans la tour de l'église.
Cependant le tocsin retentit aux alentours et les paysans venus de Bieuzy, Guern, Melrand, Quistinic, Bubry et du canton de Locminé marchent sur Pluméliau.

## Déroulement
Le 14 mars, à 11 heures du matin, les gardes nationaux sont rassemblés devant l'église afin de procéder au recrutement lorsque les insurgés entrent dans le bourg. Les premiers groupes semblent peu belliqueux et ne suscitent pas la méfiance, plusieurs paysans semblent même ivres, néanmoins ce sont bientôt 2 000 à 3 000 hommes qui font leur entrée dans le bourg armés de faux, de haches, fourches et autres outils agricoles. La sentinelle n'annonce que trop tard leur arrivée et sera accusée de complicité avec les insurgés.
Les paysans chargent en poussant des hurlements qui épouvantent les gardes nationaux, ceux-ci n'ont pas le temps de se mettre en formation, prennent la fuite et se dispersent après une courte résistance. Les insurgés les poursuivent aux cris de « Tor é ben » (« Casse lui la tête »). 20 Républicains trouvent la mort dans la poursuite, dont le lieutenant Picard et le commissaire Ruinet, ainsi que 15 gardes nationaux et 3 gendarmes. Le soir, 17 corps, la plupart mutilés, sont enterrés par les insurgés dans le cimetière de Pluméliau, trois autres seront découverts plus tard.
Dans les jours qui suivent, les républicains reprennent l'avantage, deux des chefs, Le Tellier et Le Bouquer, dénoncés par un nommé Le Tutour, sont guillotinés à Pontivy le 28 mars.